# Silvana Giannuzzi
Silvana Giannuzzi (Pozzuoli, 12 ottobre 1965) è una politica italiana.

## Biografia

### Elezione a senatore
Alle elezioni politiche del 2018 viene eletta al Senato della Repubblica, nelle liste del Movimento 5 Stelle nella circoscrizione Campania. 
Il 17 febbraio 2021 è tra i 15 senatori che non hanno votato la fiducia al Governo Draghi.
Il giorno dopo il Capo politico del M5S, Vito Crimi, annuncia l'espulsione di tutti i 15 senatori che non hanno votato la fiducia al governo nel giorno precedente.